# 伊与姫
伊与姫（いよひめ、寛政3年（1791年） - 嘉永6年（1854年））は、出羽新庄藩第9代藩主・戸沢正胤の正室。父は阿波徳島藩第10代藩主・蜂須賀重喜。母は側室の曾木衛士。養父は異母兄で徳島藩第11代藩主・蜂須賀治昭。名は伊與、伊与子などとも表記される。

## 生涯
寛政3年（1791年）、阿波徳島藩第10代藩主・蜂須賀重喜と側室の曾木衛士の娘として生まれる。末娘であったことから、重喜の長男で徳島藩第11代藩主・蜂須賀治昭の養女となる。後に出羽新庄藩第9代藩主・戸沢正胤に嫁ぐ。
正胤との間には文化10年（1813年）に次男・戸沢正令を出産。
嘉永6年（1854年）、死去。